# Cybdelis phaesyle
Cybdelis phaesyle är en fjärilsart som beskrevs av Jacob Hübner 1825. Cybdelis phaesyle ingår i släktet Cybdelis och familjen praktfjärilar. Inga underarter finns listade i Catalogue of Life.